# Comuna Velîki Hlibovîci, Peremîșleanî
Velîki Hlibovîci (în ucraineană Великі Глібовичі) este o comună în raionul Peremîșleanî, regiunea Liov, Ucraina, formată din satele Pidmonastîr, Velîki Hlibovîci (reședința) și Voloșciîna.

## Demografie
Componența lingvistică a comunei Velîki Hlibovîci
     Ucraineană (99,77%)
     Alte limbi (0,23%)
Conform recensământului din 2001, majoritatea populației comunei Velîki Hlibovîci era vorbitoare de ucraineană (99,77%), existând în minoritate și vorbitori de alte limbi.